# Number One Observatory Circle

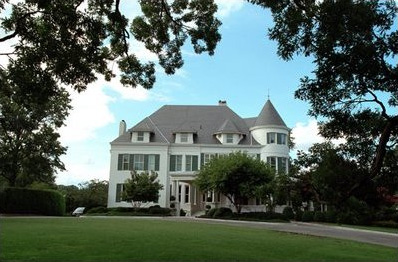
Number One Observatory Circle, 2003

Number One Observatory Circle – oficjalna siedziba wiceprezydenta Stanów Zjednoczonych i jego rodziny. 
Rezydencja znajduje się w Waszyngtonie na terenie Obserwatorium Marynarki Wojennej Stanów Zjednoczonych (United States Naval Observatory). Została zbudowana w 1893. Od 1923 mieszkał w niej szef operacji morskich Marynarki Wojennej. 
W 1974 decyzją Kongresu budynek został przekształcony w oficjalną rezydencję wiceprezydenta. Jednak Gerald Ford i Nelson Rockefeller nie korzystali ze swojej rezydencji. Dopiero w 1977 zamieszkał w niej Walter Mondale. Od tej pory rezydują tutaj wiceprezydenci USA (poza Mondale'em byli to George H.W. Bush, Dan Quayle, Al Gore, Dick Cheney, Joe Biden, Mike Pence).
Po zamachach 11 września 2001 zbudowano bunkier dla rodziny i personelu.
Inaczej niż jest to w przypadku Białego Domu, gdzie prezydent jednocześnie rezyduje i pracuje, Number One Observatory Circle jest tylko miejscem zamieszkania wiceprezydenta. Jego biuro mieści się w Zachodnim Skrzydle Białego Domu, blisko Gabinetu Owalnego.